# Renova

## Renova
É uma marca portuguesa de produtos de grande consumo no segmento do papel tissue, fabricados pela empresa Renova – Fábrica de Papel do Almonda, S.A., fundada em 1939 em Torres Novas. A marca existente desde 1818 comercializa-se em mais de 160 países.

## Visão e propósito

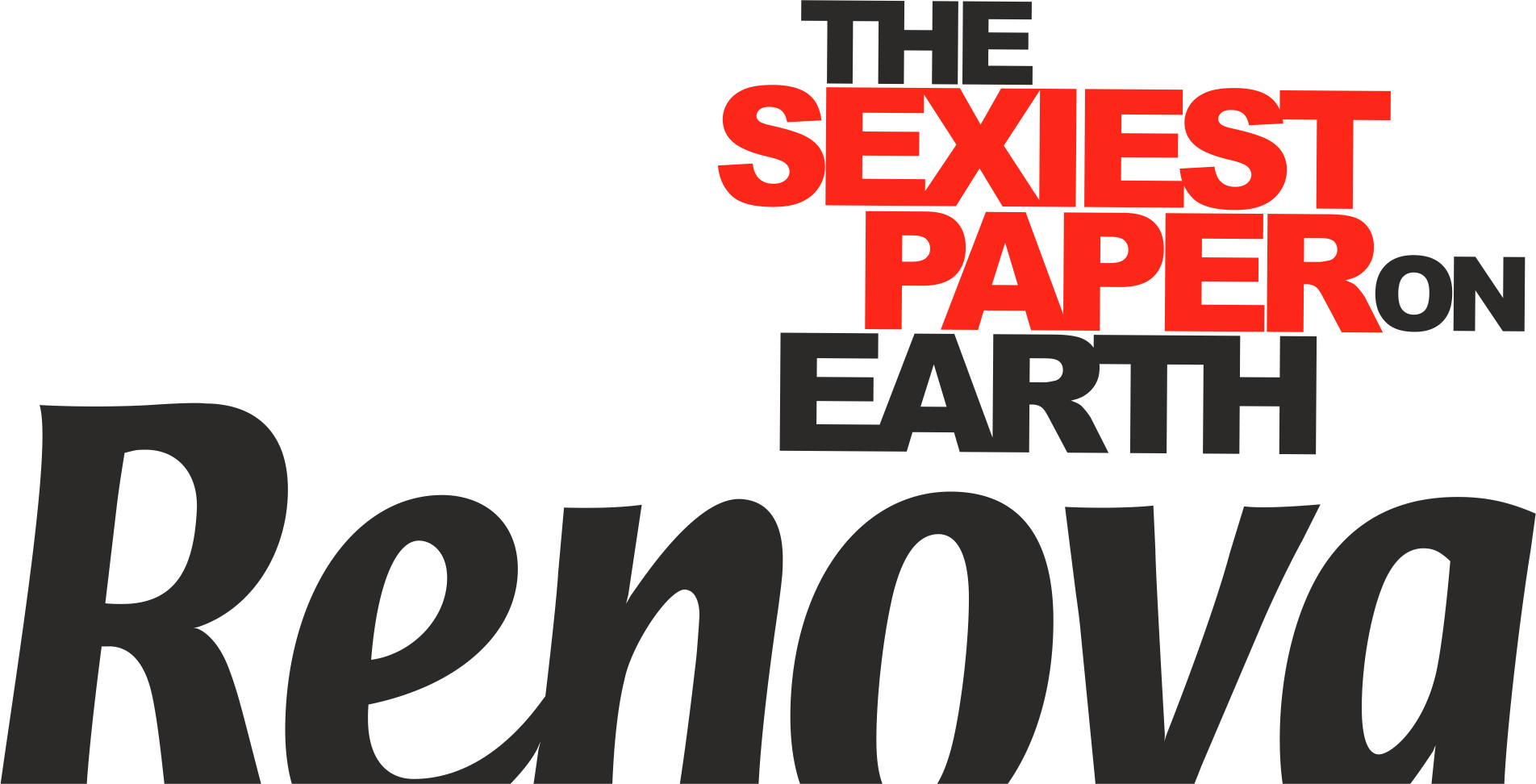
The Sexiest Paper on Earth - Renova

A estratégia corporativa declara a ambição de «ser uma marca global que oferece valor e promove o bem‑estar das pessoas através de produtos inovadores, funcionais, sustentáveis e esteticamente diferenciados».[1] O propósito é transformar objetos quotidianos em algo extraordinário, comunicando‑os de forma divertida. No âmbito da sua estratégia de marketing, a Renova assenta‑se em três princípios fundamentais: "Sofisticação", "Sustentabilidade" e "Playfulness" (espírito lúdico), que orientam a forma como a marca comunica e se posiciona no mercado.
A marca autoproclama‑se "The Sexiest Paper on Earth", uma expressão em que o adjetivo “sexy” está associado ao bem‑estar, ao prazer e à sensualidade, traduzindo a intenção de oferecer uma experiência sensorial e emocional através de produtos do quotidiano.[2]

## História
A atividade papeleira junto à nascente do Rio Almonda, em Zibreira, Torres Novas, remonta ao século XIX. Em 1818, Domingos Ardisson fundou um simples moinho de papel no local, produzindo manualmente folhas de papel e utilizando a marca de água Renova. Em 1862, existiam funcionamento três unidades de papel nas imediações da nascente do Almonda, recorrendo a processos totalmente artesanais de produção e secagem ao ar.
Até ao final da década de 1930, o papel era produzido manualmente, com trapos e papel velho, e seco naturalmente. Em 1939, foi constituída a sociedade por quotas Fábrica de Papel do Almonda, Lda, marcando o início da estrutura empresarial que viria a evoluir ao longo das décadas seguintes. A unidade industrial era alimentada por uma turbina hidroelétrica instalada na nascente do Rio Almonda, apoiada por uma represa industrial existente pelo menos desde 1939, gémea da Central do Caldeirão em Torres Novas.
Em 1943, com a entrada de novos acionistas, iniciou‑se uma fase de modernização que culminaria na instalação da primeira máquina de papel industrial (Máquina 1), inaugurada em 1951. Esta mudança marcou a transição da produção artesanal para um processo industrial em larga escala.
Nas décadas seguintes, a empresa cresceu em dimensão e capacidade. A fábrica 2 começou a ser construída em 1981 consolidando‑se como um dos maiores complexos papeleiros de Portugal. Ao longo do século XX e início do século XXI, a Renova destacou‑se por introduzir inovações nos seus produtos, expandir‑se para mercados internacionais e modernizar continuamente as suas unidades industriais.

## Operações

### Torres Novas

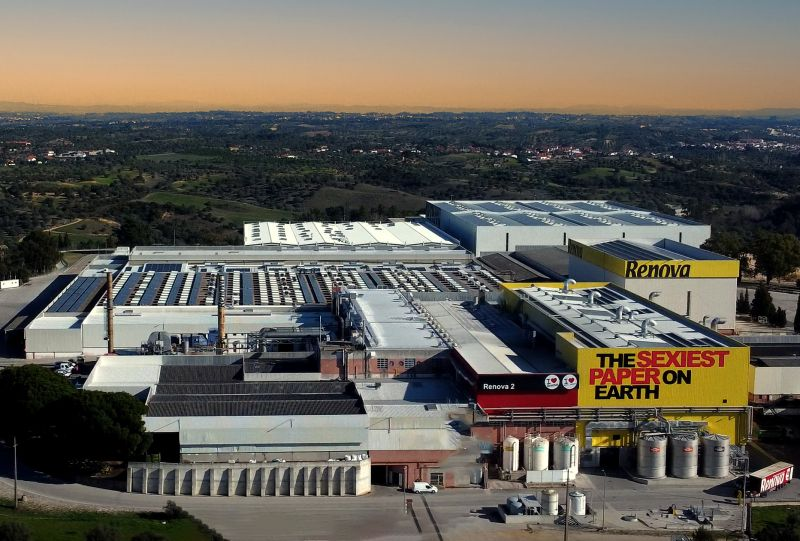
Renova Fábrica 2 - Vista Aérea

A Renova possui dois complexos industriais localizados na sua sede em Zibreira, concelho de Torres Novas, Portugal: a fábrica histórica e fundacional, datada de 1939, e a fábrica 2, cuja construção teve início em 1981. Esta última divide-se em três secções principais: a produção de papel propriamente dita, a transformação de papel e uma área logística. A estas três unidades fundamentais juntam‑se atividades complementares como a manutenção elétrica e mecânica e o laboratório de ensaios de produtos.

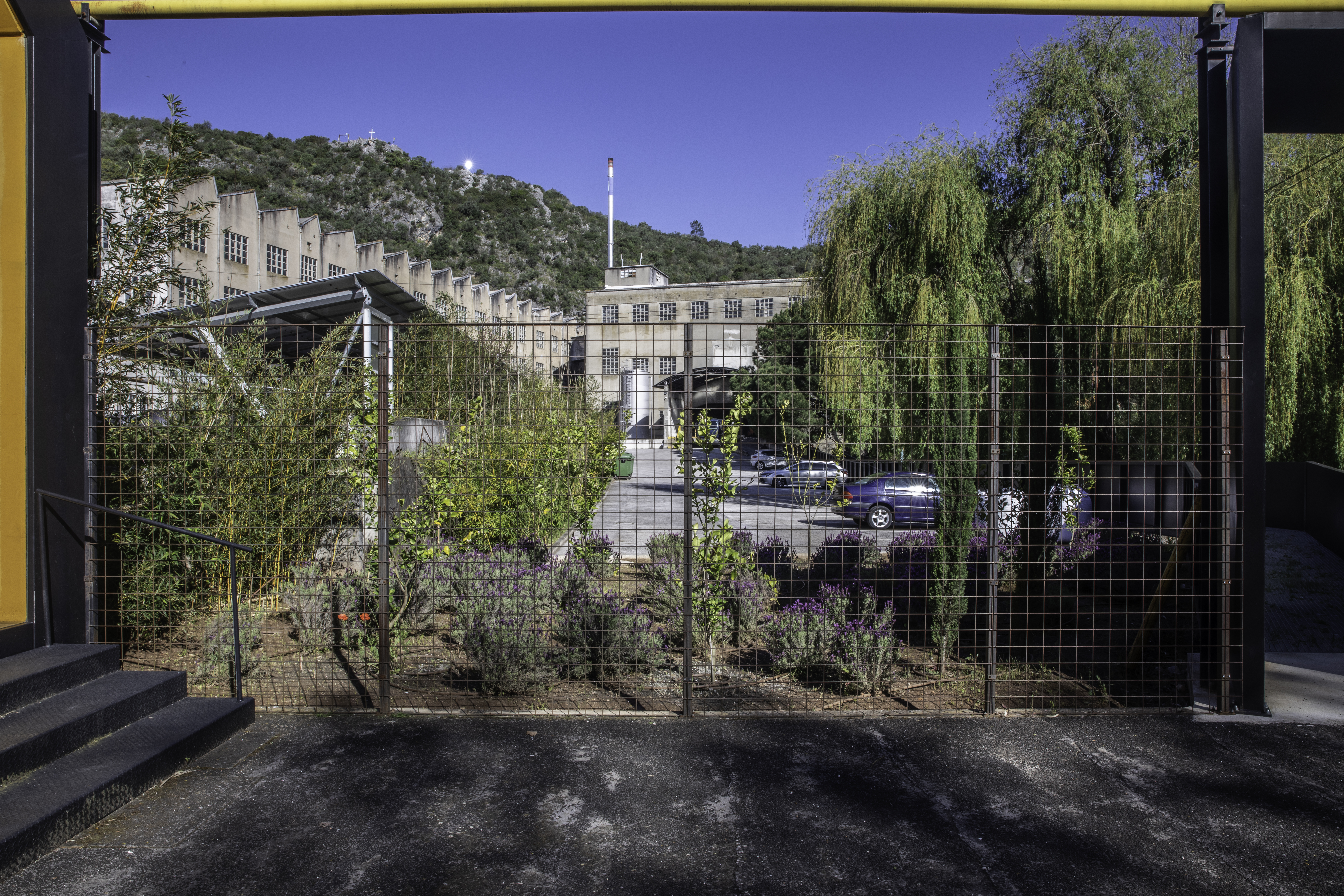
Fábrica 1 - Fábrica Fundacional da Marca Renova

Em 2015, a empresa anunciou um investimento de cerca de 40 milhões de euros para aumentar em 50 % a sua capacidade de produção, com instalação de nova máquina de papel (PM7), em 2018, foi instalada a máquina de papel 7 (PM7) com tecnologia NTT pioneira na Europa, aumentando a capacidade de produção e introduzindo processos mais eficientes e sustentáveis. Em 2023, a unidade passou a dispor de um armazém totalmente automatizado reforçando a integração logística. Em 2024–2025, a empresa modernizou a máquina de papel PM6 com tecnologia  de ponta, reduzindo em mais de 25 % o consumo de gás e preparando‑a para a utilização de hidrogénio como combustível.
Desde 2023, a Renova conta com uma Unidade de Produção para Autoconsumo (UPAC) com 8000 painéis.
Com funcionamento em operação contínua de três turnos, a Renova contava, no final de 2023, com 664 colaboradores. É o principal empregador da região quando considerada individualmente por empresa e o segundo maior quando analisada a atividade económica global, sendo apenas ultrapassada pelo conjunto das empresas do setor do comércio a retalho em supermercados e hipermercados. A empresa agrega colaboradores de cerca de 20 nacionalidades em funções tão diversas como atividades comerciais nos vários países onde a marca está presente, logística e marketing.

### Saint‑Yorre

Renova 3- Saint-Yorre

Desde o final de 2015, a Renova conta também com uma unidade industrial em Saint‑Yorre (Allier, França), a primeira fora de Portugal. Instalado nas antigas instalações de uma fábrica de lacticínios, este centro dedica‑se exclusivamente à transformação de papel – papel higiénico e rolos de cozinha – sem produzir celulose ou bobinas brutas, que continuam a ser fabricadas em Portugal.

Renova 3 - Saint-Yorre - Transformação de Papel

A unidade de Saint‑Yorre empregava entre 30 e 60 colaboradores aquando da inauguração e reforçou a presença da Renova nos mercados francês, belga, luxemburguês e centro‑europeus. Desde 2016, o grupo investiu mais de 35 milhões de euros no local e, em 2025, iniciou a terceira linha de produção, elevando a capacidade instalada para 30 000 toneladas/ano de produtos transformados, com um investimento adicional de 12 milhões de euros e criação de 20 novos postos de trabalho.
Ao longo da sua história, a Renova tem-se distinguido por uma forte vocação inovadora, que tem sido um dos principais motores do desenvolvimento da marca. A empresa aposta consistentemente na criação de produtos diferenciadores, combinando funcionalidade, design, sustentabilidade e impacto emocional. Essa abordagem tem permitido à Renova antecipar tendências e lançar produtos pioneiros que redefinem a experiência do consumidor e reforçam a notoriedade da marca em diversos mercados internacionais.
- 1998 – Lançamento dos primeiros rolos locionados, com micro‑gotas de creme.[18]
- 2005 – Renova Black, o primeiro papel higiénico preto do mundo.[19]
- 2013 – Serviço online Made by You, para personalização de guardanapos.[20]
- 2018 – Primeiro papel higiénico embalado exclusivamente em papel, eliminando o uso de plástico.[21]
- 2021 – Lançamento da gama abrangente sem plástico, com embalagens totalmente em papel biodegradável e reciclável.[22]
- 2023 - Introdução da linha "Renova Pet Care", destinada a cuidados para animais de estimação, com um rolo multiuso, muito resistente quando molhado e testado pra contacto com os animais.[23][24]
- 2025 – A Renova passou a oferecer produtos tissue embalados em papel transparente, permitindo que os consumidores possam ver diretamente o produto no interior da embalagem.[25]
- 2025 – Introdução da linha TextilPapier, papel tissue premium produzido a partir de fibras têxteis recicladas), disponível em papel higiénico e rolos de cozinha; distribuída em novos mercados como Noruega e Alemanha.[26]

## Internacionalização e presença global
A expansão internacional iniciou-se em 1990 com a constituição da Renova España S.A., em Madrid.  Em 2002 foi criada a filial de Paris, Renova France, e, mais tarde, um escritório comercial em Bruxelas (Renova Belgium SRL). Metade da facturação já provém do exterior, e a loja online envia para 186 destinos.

## Marketing disruptivo e reconhecimento académico
A Renova tornou–se caso de estudo internacional pela forma como converteu um produto comoditizado num artigo premium e diversificou para novos sectores através de marketing inovador. O estudo de caso «Renova Toilet Paper: Avant‑garde Marketing in a Commoditized Category», preparado pelo INSEAD, demonstra «como a narca Renova, conseguiu diferenciar‑se dos concorrentes globais ao transformar um artigo de papel higiénico num produto de alto valor e entrar em novos negócios através de marketing criativo».  O caso venceu o prémio ECCH Case Awards 2012 – Overall Winner e continua entre os mais vendidos na plataforma The Case Centre do INSEAD.

### Identidade gráfica
Desde a sua criação, a identidade visual da Renova evoluiu de forma subtil mas estratégica. O logótipo manteve a sua força tipográfica, mas tornou-se mais versátil, adaptando-se a diversos suportes digitais e físicos. As embalagens — frequentemente coloridas, ousadas e elegantes — assumem um papel central na experiência da marca, funcionando como elemento diferenciador nas prateleiras. Estudos demonstram que o design de packaging reforça a identidade da marca, impactando a percepção do consumidor e fidelização.

### Público-alvo
A Renova construiu uma marca com apelo transversal, capaz de dialogar com públicos distintos. Os consumidores sofisticados dispõem de papéis coloridos com design; para segmentos mais sensíveis ao preço, existem linhas práticas como o Renova Olé. A marca comunica com jovens urbanos, famílias, criativos, viajantes e consumidores atentos ao bem-estar, à estética e à sustentabilidade. O humor, o estilo e a irreverência das campanhas ajudam a atrair novos públicos, tanto em Portugal como internacionalmente.

### Campanhas e linguagem de marca
A comunicação da Renova distingue-se por um tom irreverente, sensorial e bem-disposto, presente tanto nas campanhas comerciais como nas iniciativas artísticas. Cada ideia surge como extensão da anterior num processo criativo cumulativo que constrói uma linguagem própria — visual, tátil e emocional.
Seja através das Renova Art Commissions ou nas ativações promocionais, o corpo e a pele está no centro: como meio de expressão, metáfora de contacto e território de liberdade. As campanhas exploram o humor, o desejo e o toque como códigos recorrentes, posicionando o papel como pretexto para celebrar a leveza, a estética e a alegria de viver.

### Renova Art Commissions
O programa Renova Art Commissions promove obras de arte envolvendo artistas em processos colaborativos.
Para a Renova «a arte é a mais singular e distintiva expressão do pensamento humano, das vivências e dos comportamentos enquanto seres humanos. É um espelho da sociedade e um oráculo do futuro». As Renova Art Commissions constituem um espaço germinal de diálogo e criação que enriquece a comunicação da marca Renova através da colaboração com artistas de diferentes áreas, confrontando as suas ações com pontos de vista originais e abrindo espaço para o encontro com novas linguagens e sensibilidades.
Fazem parte das Renova Art Commissions obras de diferentes disciplinas artísticas, incluindo arquitetura, dança, fotografia, instalação, joalharia, mobiliário, música e vídeo.

### Renova Books
Coleção editorial iniciada em 2006, com os seguintes títulos:
- Amor Causa – Les Béatitudes – François Rousseau (2006)
- Renova I – Traços, Texturas, Simetrias – Francisco Pereira Gomes (2010)
- Renova II – Body, Movement, Freedom – Francisco Pereira Gomes (2015)
- Color Explosion RAL 7 – Teresa Aranda, Clara Hill, Miguel Munar (2015)
- The Garden of Renova – Nuit Blanche Toronto 2014 – Luigi Ferrara (org.), Voitek Pendrak, Ginny Chen (2015)
- Sanctuary – Filipe Condado (2019)
- Alma – Francisco Pereira Gomes (2020)
- Inhabitare – Jackie Nickerson (2023)
- Amor Causa – Les Béatitudes – 2ªEd. François Rousseau (2025)

### Ballet Renova
No primeiro confinamento da COVID-19 (março 2020) foi lançado um concurso via #PortugalEntraEmCena para criar um bailado com música original. As criações, com curadoria do maestro Martim Sousa Tavares, foram apresentadas no video-bailado "Renova" apresentado no final de 2021. O ballet Renova tem musica original de Edward Ayres d'Abreu, Carlos Zíngaro e Nuno da Rocha, coreografias de Fernando Duarte, Paula Pinto e Margarida Belo Costa. Em 2022, O Bailado Renova foi finalista na categoria Best Music Video dos British Short Film Awards e foi incluído na Official Selection do Beyond the Curve International Film Festival.
|  |  |  |

## The Sexiest WC on Earth

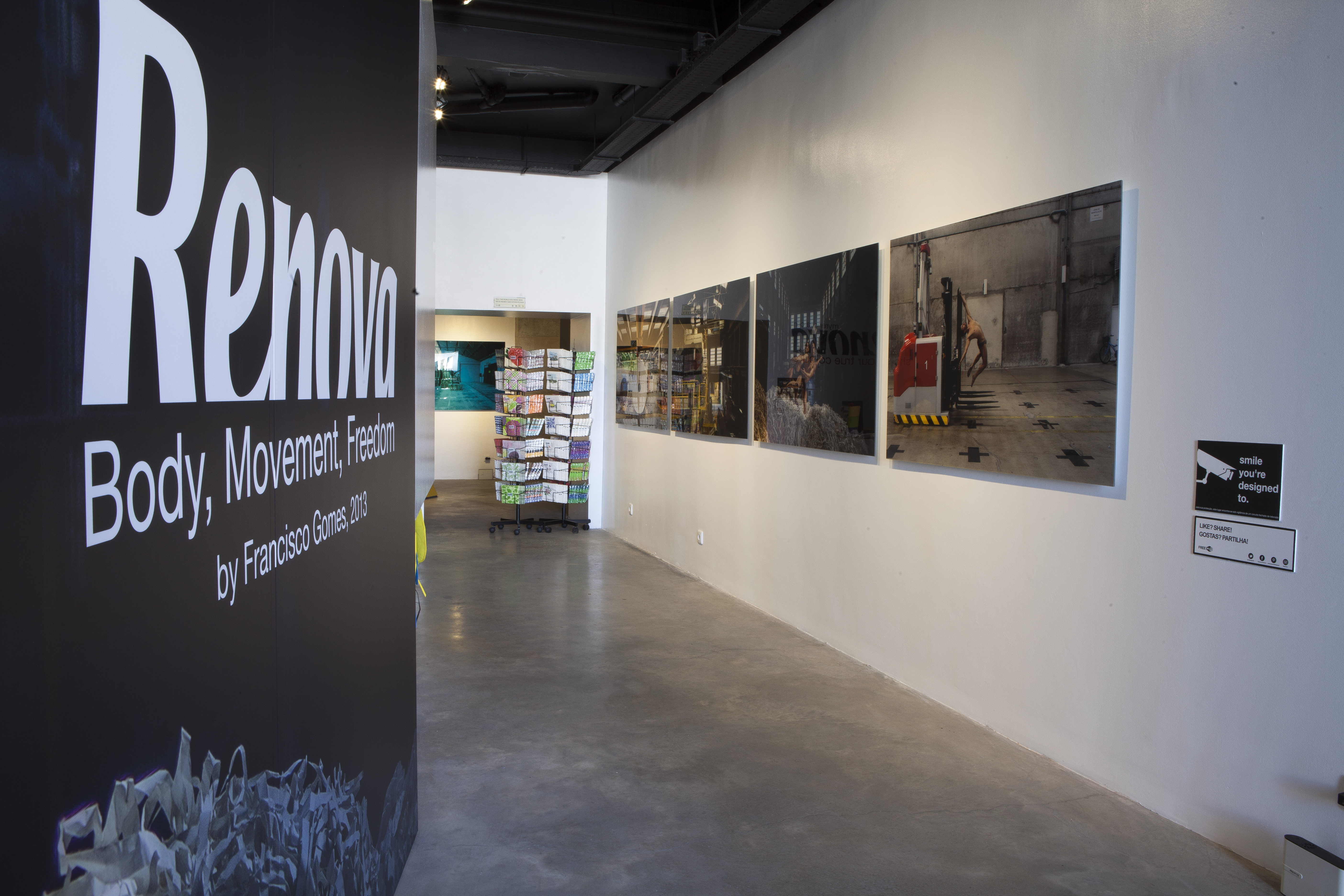
The sexiest WC on Earth em 2014

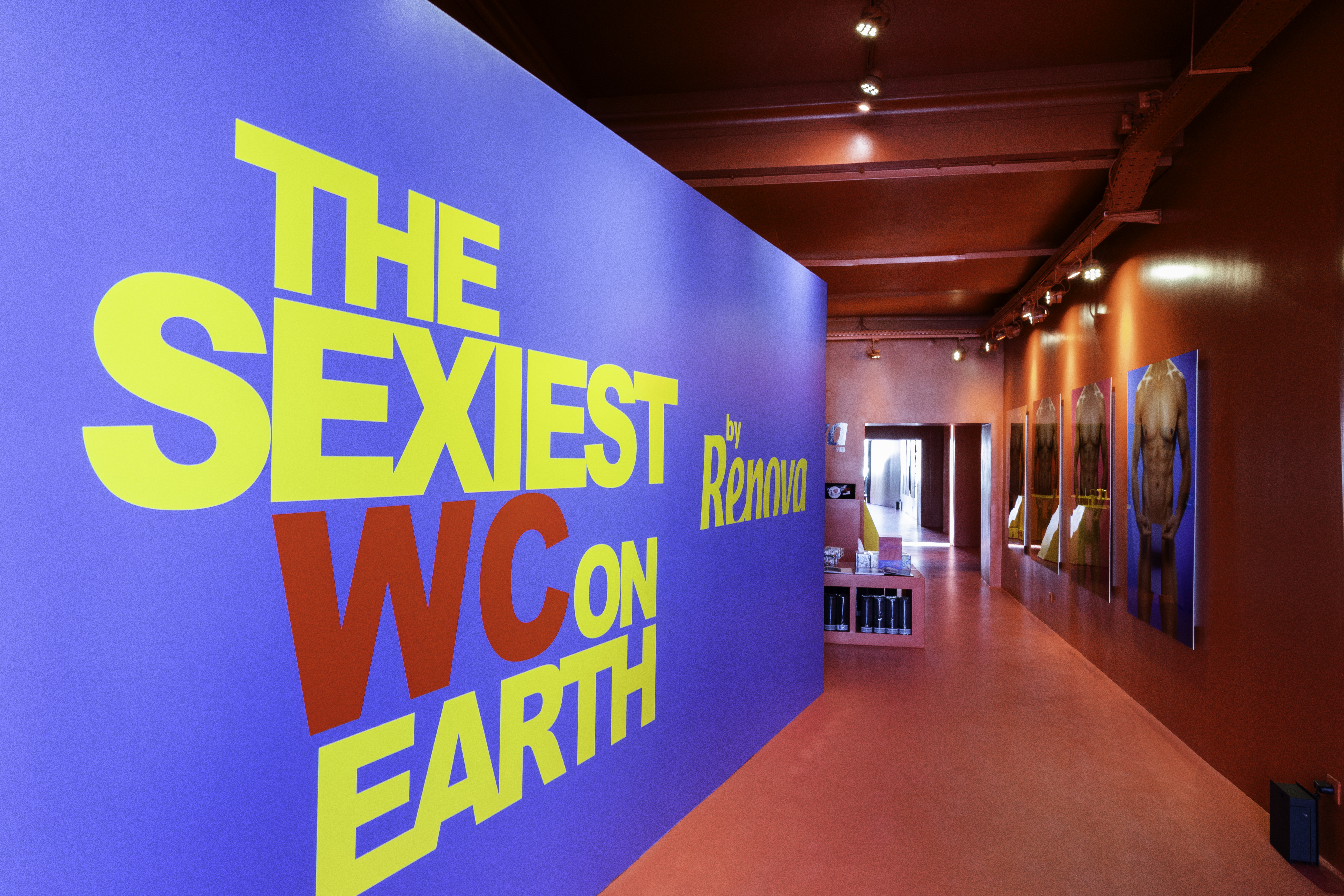
The Sexiest WC on Earth em 2024

Em plena ala poente do Terreiro do Paço, em Lisboa, a Renova criou o espaço “The Sexiest WC on Earth”, concebido para transformar uma simples ida à casa-de-banho numa experiência sensorial de design, música e arte.
Inaugurado no final de 2014 e totalmente revitalizado em maio de 2024, o conceito conjuga:
- Design inclusivo– cabines individuais “floor-to-ceiling”, sem segregação por género, construídas em madeira reciclada e com isolamento acústico;
- Ambiente imersivo – iluminação cromática, playlist curada, Wi-Fi gratuito e difusão da fragrância de assinatura Renova;
- Galeria e loja – corredor expositivo para mostras de fotografia ou vídeo e gift-shop com produtos icónicos (rolos coloridos, livros «Renova Books», merchandising).

O espaço tem servido de palco a pequenas performances, instalações artísticas e a mostras inseridas no programa Renova Art Commissions, tornando-se uma micro-galeria que recebe milhares de visitantes de todo o mundo.
Em 2024 reabriu com um novo conceito estético e várias surpresas, reforçando o posicionamento da Renova em «embelezar o quotidiano e transformar o banal em algo extraordinário».

## Loja de Fábrica Renova

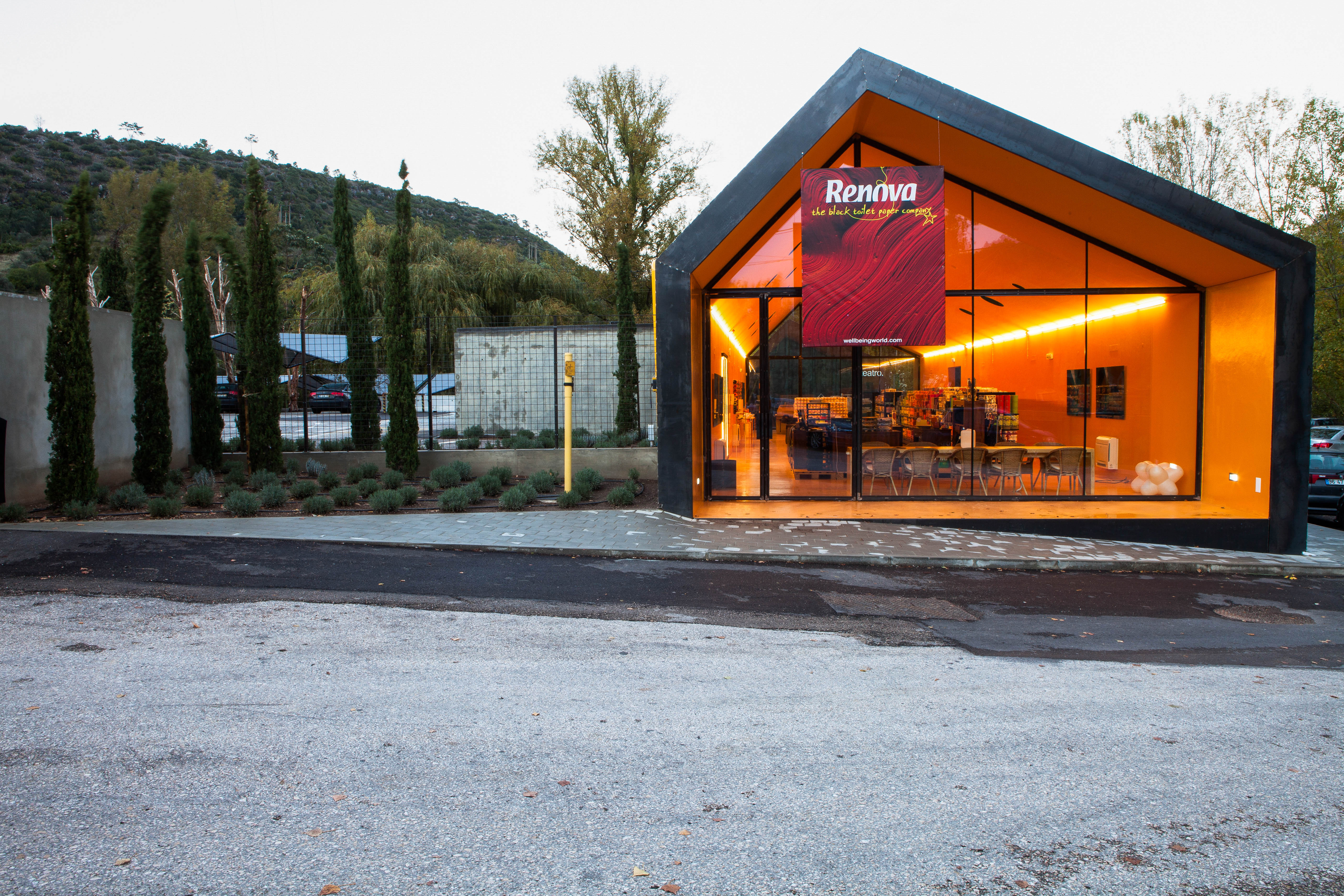
Loja de Fábrica Renova - Vista Exterior

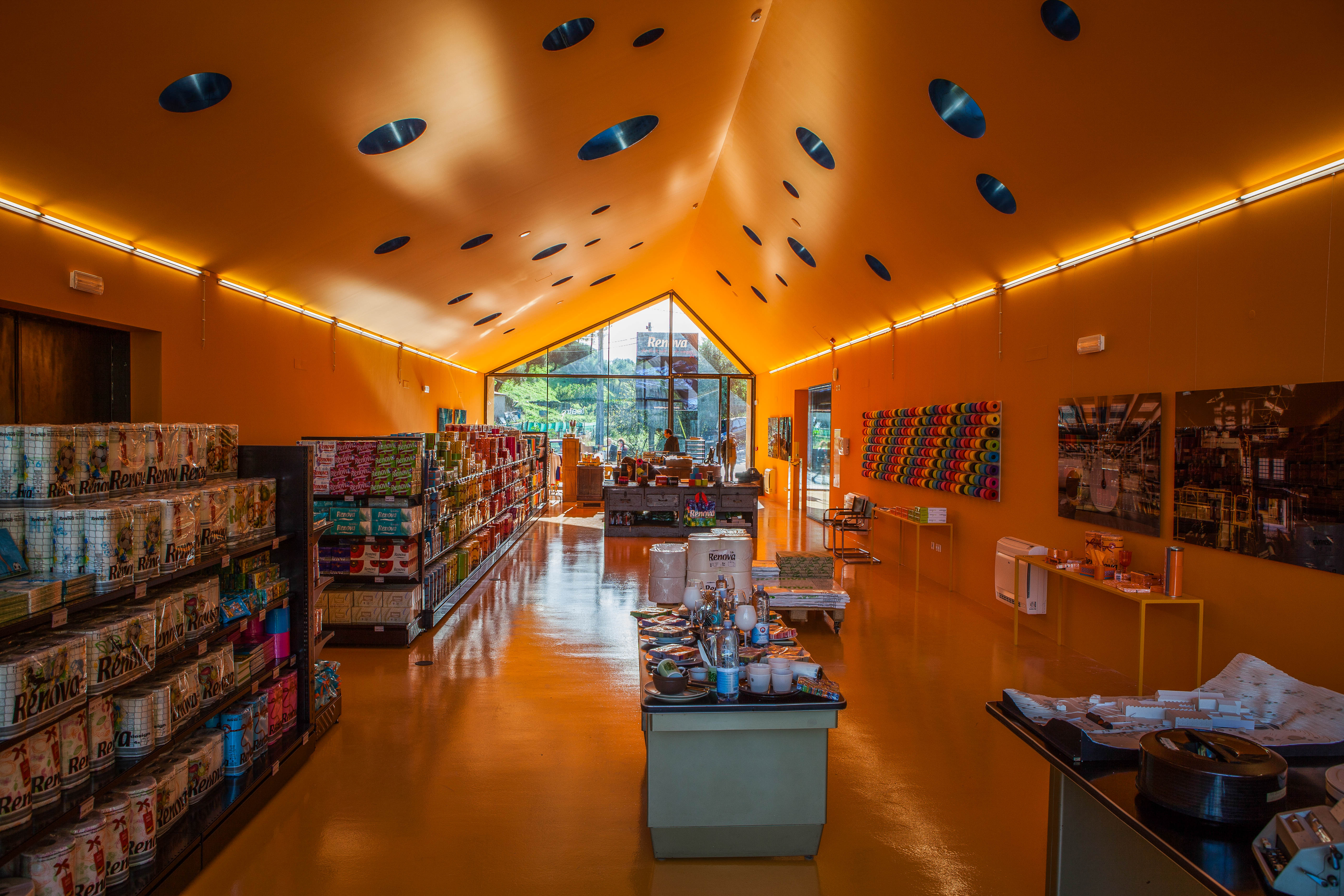
Loja de Fábrica Renova - Vista Interior

Localizada na antiga cantina da fábrica em Zibreira (Torres Novas), a Loja de Fábrica Renova foi inaugurada em 2014, num edifício industrial reconvertido que destaca a transição entre o exterior (em aço negro) e o interior (em laranja intenso).
O projeto arquitetónico foi comissionado ao arquiteto Paulo Henrique Durão (PHYD ARQUITECTURA) no âmbito das Renova Art Commissions, integrando-se na disciplina de arquitetura do programa de mecenato artístico da marca.
O espaço foi distinguido com um Iconic Award do German Design Council, valorizando a reconversão arquitetónica e a integração da envolvente industrial.
A loja oferece:
- Uma vasta exposição dos produtos Renova — desde ícones coloridos até lançamentos recentes, coleções exclusivas e merchandising da marca.[50]
- Uma secção de produtos em promoção, com artigos selecionados a preços especiais.[50]
- Uma extensão da experiência sensorial e visual da marca, reforçando a ligação entre o espaço físico e a identidade estética Renova.[50]

Para além da componente comercial, a Loja de Fábrica funciona como galeria expositiva de peças artísticas criadas no âmbito das Renova Art Commissions, permitindo aos visitantes descobrir obras de arte contemporânea criadas para a comunicação da marca.
Alojada num espaço cénico junto ao rio Almonda, a loja integra o circuito de visitas à fábrica — incluindo o percurso “Caminho”.

## Sustentabilidade
Criada em 1992, a Divisão de Reciclagem permitiu incorporar fibras recuperadas na produção.
A linha Renovagreen, com papel 100% reciclado, foi a primeira do setor com Rótulo Ecológico da UE; desde 2018 a empresa substitui gradualmente o plástico por embalagens de papel reciclável.
Em 2025 a marca lançou o Renova TextilPapier, gama de papel higiénico e rolos de cozinha produzidos com fibras obtidas de roupa usada combinadas com fibras naturais, dando nova vida a resíduos têxteis e reforçando a economia circular.